# Притча

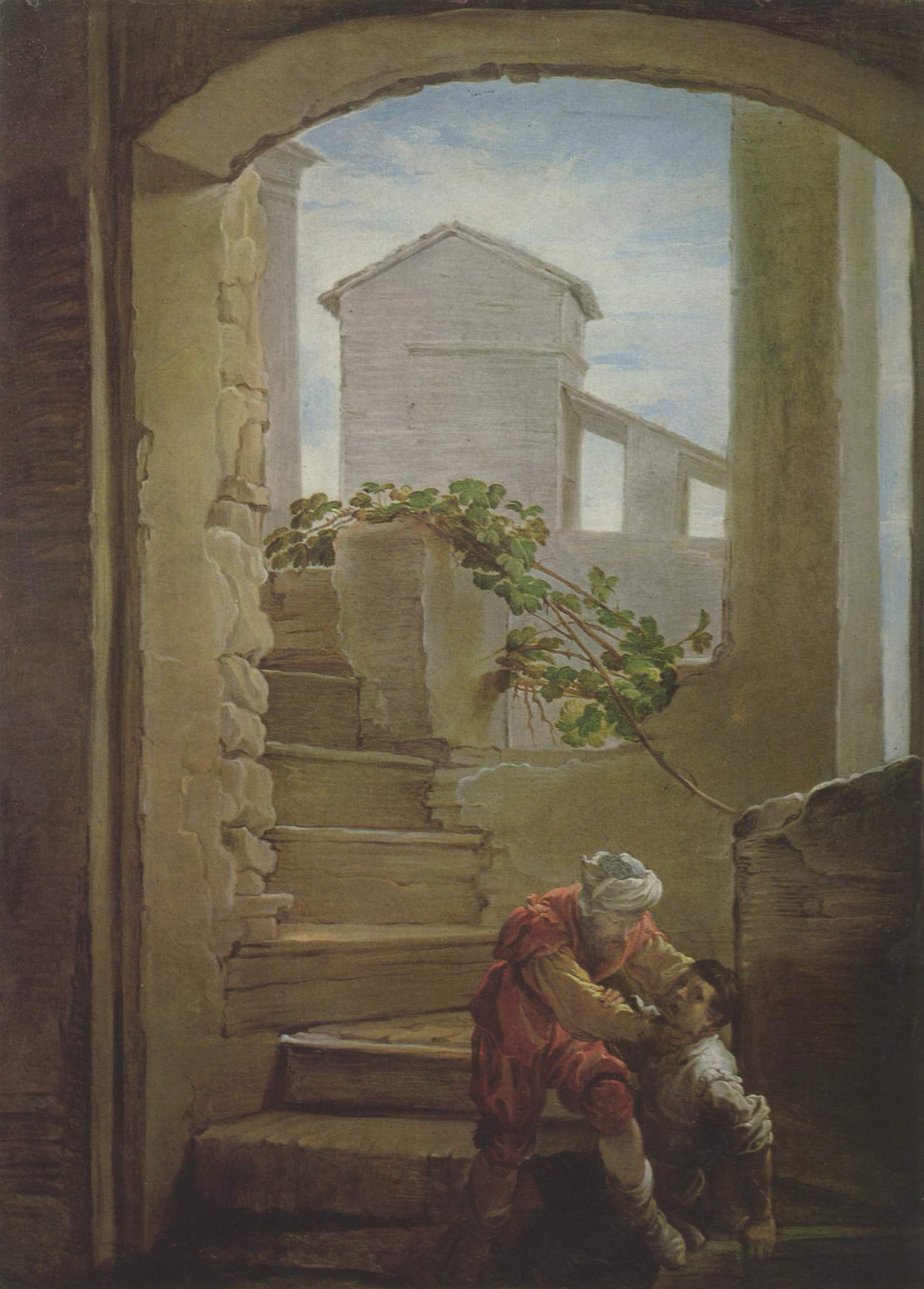
Худ. Доменіко Фетті. Притча про злого раба. Дрезден

При́тча — це твір, в основу якого покладено повчально-алегоричний сюжет, побудований на прихованому порівнянні.
На відміну від багатозначності тлумачення байки, у притчі зосереджена певна дидактична ідея.
Сюжет притчі будується в образній формі, на життєвих ситуаціях, на повсякденних спостереженнях суспільного життя. На перший погляд здається, що зміст притчі дещо прихований і мовлення притчі проводиться наздогад. Але це не так. Притчі мають надзвичайно великий зміст, колосальний задум, неабиякий замисел. Вони винятково дохідливо сприймаються. Притчі уособлюють в собі й світські ситуації, й приповідки, й народні спостереження, й загалом всю народну мудрість а в Євангелії ще й Господню науку. Багато притч Ісуса Христа описали святі євангелісти Матвій, Марко, Лука та Іван, і, безперечно, багато притч Ісуса залишилися не записані й, на жаль, не дійшли до наших днів.
У перекладі з грецької мови слово «притча» — це «йти пліч-о-пліч», себто притча пліч-о-пліч ставить відоме з невідомим. Адже притча дозволяє зрівняти відому істину з невідомою. Істини в притчах подавалися у символах, образах та алегоріях
Притчі були надзвичайно популярні серед Стародавніх народів Сходу і це був фольклорний, народний жанр. Народні притчі нерідко містили в собі викривальні мотиви.
Притча відома за «Панчатантрою». Вона широко застосовується в Євангелії, виражаючи в алегоричній формі духовні настанови, як, приміром, «Притчі Соломона». Це збірник мудрих, моральних, наставницьких висловів, багато з яких належить царю Соломону, частину з яких він зібрав серед народу за волею Божою, що вслід за Псалтирем набули широкого вжитку за часів Київської Русі. Особливої популярності зазнала «Повість про Варлаама і Йосафа», що стала предметом наукової студії І. Франка. Цей жанр мав великий вплив на його творчість, недарма оригінальні притчі складають композиційну основу його збірки «Мій Ізмарагд» (1898). Звертаються до притчі і сучасні поети (Д. Павличко, Ліна Костенко та ін.). Позначився жанр притчі і на українському малярстві, зокрема на серії малюнків Т. Шевченка.
В новітній європейській літературі притча стала одним із засобів вираження морально-філософських роздумів письменника, нерідко протилежних до загальноприйнятих, панівних у суспільстві уявлень. Тут притча не зображує, а повідомляє про певну ідею, покладаючи у свою основу принцип параболи: оповідь немовби віддаляється від даного часопростору і, рухаючись по кривій, повертається назад, висвітлюючи явище художнього осмислення у філософсько-естетичному аспекті (Б. Брехт, Ж.-П. Сартр, А. Камю та ін.), як, наприклад, вчинив Кафка у своїх «Оповіданнях для хрестоматії».
У такій новій якості спостерігається притча і в творчості сучасних українських письменників, зокрема В. Шевчука («Дім на горі», «На полі смиренному» та інші).

## Джерело
- Притча // Літературознавчий словник-довідник за редакцією Р. Т. Гром'яка, Ю. І. Коваліва, В. І. Теремка. — К.: ВЦ «Академія», 2007
- Притчі Ісуса Христа. Архів оригіналу за 25 червня 2013. Процитовано 29 червня 2012. {{cite web}}: Cite має пусті невідомі параметри: |автор_посилання=, |url_архіву=, |частина_джерела=, |дата_архіву= та |перекладена_назва= (довідка)